# Sabine Zerbian
Sabine Zerbian (* 1975 in Berlin) ist Professorin für Englische Linguistik an der Universität Stuttgart.

## Leben
Sabine Zerbian studierte nach einem einjährigen Auslandsstudium an der Universiteit van Amsterdam Anglistik, Linguistik und Psychologie an der Humboldt-Universität in Berlin und an der Freien Universität Berlin. 2006 wurde sie an der Humboldt-Universität promoviert. Thema ihrer Dissertation war The expression of information structure in Northern Sotho (Bantu). Von 2002 bis 2007 arbeitete sie als Wissenschaftliche Mitarbeiterin im Zentrum für Allgemeine Sprachwissenschaften (ZAS) in Berlin. Anschließend arbeitete sie für drei Jahre als Senior Lecturer an der University of the Witwatersrand in Johannesburg. Von 2010 bis 2013 war sie Juniorprofessorin für Experimentelle Phonologie an der Universität Potsdam. Seit Juni 2012 ist sie Honorary Research Fellow an der University of the Witwatersrand und seit April 2013 Professorin für Englische Linguistik an der Universität Stuttgart.

## Fachgebiet
Ihr Fachgebiet sind die lautlichen Strukturen in den verschiedenen Sprachen, insbesondere im Englischen, im Deutschen und in den südafrikanischen Bantusprachen. Als Phonologin untersucht sie insbesondere Lautsysteme und die Sprachmelodie und die Frage, wie in den Sprachen die Bedeutung eines Satzes durch die phonetische Akzentuierung beeinflusst wird. Es beschäftigt sie die Frage, was passiert, wenn bei einer Person zwei unterschiedliche Sprachsysteme aufeinandertreffen.
Sie arbeitet an einem Projekt über Intonation and word order in majority English and heritage Russian across speaker populations, zusammen mit Sabine Schulte im Walde an einem Projekt über Integrated Research Training Group und an einem Projekt zum Thema Breaking the Unwritten Language Barrier. Von 2014 bis 2018 arbeitete sie an einem Projekt über Cross-linguistic interactions in second language prosody.

## Mitgliedschaften
- Mitglied im SpeechNet BaWü
- Mitglied im Stuttgart Research Focus Language and Cognition
- Vorstandsmitglied von Incremental Specification in Context

## Veröffentlichungen (Auswahl)

### Bücher
- mit Fabian Schubö, Sandra Hanne, Isabell Wartenburger: Prosodic boundary phenomena. Berlin 2023, ISBN 978-3-9855406-7-9.
- Expression of information structure in the Bantu language Northern Sotho. ZAS, Berlin 2006.

### Aufsätze
- mit Jochen Zeller und Toni Cook: Prosodic evidence for syntactic phrasing in Zulu. In: Larry M. Hyman und Jenneke van der Wal (Hrsg.): The Conjoint/Disjoint Alternation in Bantu. De Gruyter – De Gruyter Mouton, Berlin Boston 2017, ISBN 978-3-11-049084-8, S. 259–328.
- Intonation in Sotho-Tswana. In: Laura J. Downing und  Anni Rialland (Hrsg.): Intonation in African Tone Languages. De Gruyter Mouton, Berlin 2017, ISBN 978-3-11-048479-3, S. 393–433.
- mit Mpho Raborife und Giuseppina Turco: The prosody of focus and emphasis in Sepedi. Proceedings of PRASA (Pattern Recognition Association of South Africa). Stellenbosch 2016, S. 15–18.
- mit G. Adda, S. Stüker, M. Adda-Decker, O. Ambouroue, L. Besaciere, D. Blachone, H. Bonneau-Maynard, P. Godard, F. Hamlaoui, D. Idiatov, G. Kouarat, L. Lamel, E. Makasso, A. Rialland, M. Van de Velde, und F. Yvon: Breaking the Unwritten Language Barrier: The BULB Project. In: Procedia Computer Science. Band 81, 2016, S. 8–14.
- mit Giuseppina Turco, Nadja Schauffler, Margaret Zellers, Arndt Riester: Contrastive topic constituents in German. In: Proceedings of Speech Prosody. Boston 2016, S. 345–349.
- Prosodic marking of focus in transitive sentences in varieties of South African English. In: Ulrike Gut, Robert Fuchs und Eva-Maria Wunder (Hrsg.): Universal or diverse paths to English Phonology. De Gruyter, Berlin 2015, ISBN 978-3-11-034592-6, S. 209–240.
- Markedness considerations in L2 Prosodic Focus and Givenness Marking. In: Élisabeth Delais-Roussarie, Mathieu Avanzi und Sophie Herment (Hrsg.): Prosody and Language in Contact: L2 Acquisition, Attrition and Languages in Multilingual Situations. Springer, Berlin/Heidelberg/Dordrecht/London 2015, ISBN 978-3-662-45167-0, S. 7–27.
- Syntactic and prosodic focus in contact varieties of South African English. In: English World-wide. Band 36, Nr. 2, 2015.
- mit Mpho Raborife und Sigrid Ewert: Improving a tone labelling algorithm for Sesotho. In: Language Resources and Evaluation. Band 49, 2015, S. 19–50.
- mit Tom Güldemann und Malte Zimmermann: Variation in Information Structure with Special Reference to Africa. In: Annual Review of Linguistics. Nr. 1, 2015, S. 155–178.
- Onset Consonant Clusters in Tswana: Cw-sequences and affricates. In: Karsten Legere (Hrsg.): Studies in Bantu Linguistics and Languages: Papers in memory of Professor Rugatiri Mekacha. Bayreuth 2013, S. 143–165.
- Prosodic marking of narrow focus across varieties of South African English. In: English World Wide. Band 34, Nr. 1, 2013, S. 26–47.
- Questions in Northern Sotho. In: Laura J. Downing, Lutz Martin und Sabine Zerbian (Hrsg.): Papers in Bantu grammar and description. Universitätsbibliothek Johann Christian Senckenberg, Frankfurt am Main 2013, S. 257–280, urn:nbn:de:hebis:30:3-309585.
- The relative clause and its tones in Tswana. In: Laura Downing (Hrsg.): Papers from the Workshop on Bantu Relative Clauses in Paris on 8 – 9 January 2010. Universitätsbibliothek Johann Christian Senckenberg, Frankfurt 2010, S. 227–242, urn:nbn:de:hebis:30:3-310555.
- Perception and interpretation of intonational prominence in varieties of South African English. In: Kurt Braunmüller und Christoph Gabriel (Hrsg.): Multilingual Individuals and Multilingual Societies. Benjamins Publishing Company, Amsterdam 2012, S. 335–348.
- Morpho-phonological and morphological minimality in Tswana monosyllabic stems (Southern Bantu). In: Thomas Stolz, Nicole Nau und Cornelia Stroh (Hrsg.): Monosyllables: from phonology to typology. Akademie Verlag, Berlin 2012, S. 131–148.
- A guide to tones in Tswana locatives. In: South African Journal of African Languages (SAJAL). Band 31, Nr. 2, 2011, S. 254–264.
- Tones of the Tswana relative clause. In: ZAS Papers in Linguistics (ZASPiL). Band 53, 2010, S. 227–242.
- mit M. Swerts: Intonational differences between L1 and L2 English in South Africa. In: Phonetica. Nr. 67, 2010, S. 127–146.
- Recent developments in the typology of intonation. In: Language and Linguistics Compass. Band 4, Nr. 9, 2010, S. 874–889.
- mit Etienne Barnard: Realization of two adjacent high tones – Acoustic evidence from Northern Sotho. In: Southern African Linguistics and Applied Language Studies. Band 28, Nr. 2, 2010, S. 101–121.
- A contrastive analysis of the sound structure of Sotho-Tswana for second-language acquisition. In: Journal for Language Teaching / Tydskrif vir Taalonderrig. Band 43, Nr. 2, 2009, S. 131–152.
- mit Etienne Barnard: Phonetics and phonology of single high tone alignment in Sepedi. In: Southern African Linguistics and Applied Language Studies (SALALS). Band 27, Nr. 4, 2009, S. 357–379.
- mit Dieter Hartmann: Rhoticity in Black South African English- A sociolinguistic study. In: Southern African Linguistics and Applied Language Studies (SALALS). Band 27, Nr. 2, 2009, S. 135–148.
- mit Etienne Barnard: Phonetics of intonation in South African Bantu languages. In: Southern African Linguistics and Applied Language Studies (SALALS). Band 26, Nr. 2, 2008, S. 235–254.
- mit Manfred Krifka: Quantification across Bantu languages. In: Lisa Matthewson (Hrsg.): Cross-Linguistic Perspectives on the Semantics of Quantification. Emerald, Bingley 2008, S. 383–414.
- mit Albert E. Kotzé: On the Trigger for Palatalization in the Sotho languages. In: Journal of African Languages and Linguistics. Band 29, Nr. 1, 2008, S. 67–95.
- Investigating prosodic focus marking in Northern Sotho. In: Katharina Hartmann, Enoch Oladé Aboh und Malte Zimmermann (Hrsg.): Focus strategies: evidence from African languages. Mouton de Gruyter, Berlin 2007, S. 55–82.
- The Subject/Object-Asymmetry in Northern Sotho. In: Kerstin Schwabe und Susanne Winkler (Hrsg.): On Information Structure, Meaning and Form. Generalizations across languages. John Benjamins Publishing Company, Amsterdam/Philadelphia 2007, S. 323–345.
- Phonological Phrasing in Northern Sotho. In: The Linguistic Review. Band 24, 2007, S. 233–262.
- Questions in Northern Sotho. In: Linguistische Berichte. Band 208, 2006, S. 385–405.
- Inversion structures in Northern Sotho. In: Nhlanhla Thwala (Hrsg.): Southern African Linguistics and Applied Language Studies (SALALS). Band 24, Nr. 3, 2006, S. 361–376.
- mit Laura J. Downing und Lutz Marten: ZAS Papers in Bantu Grammar and Description. In: ZASPil. Band 43. Berlin 2006.